# Von dem Machandelboom

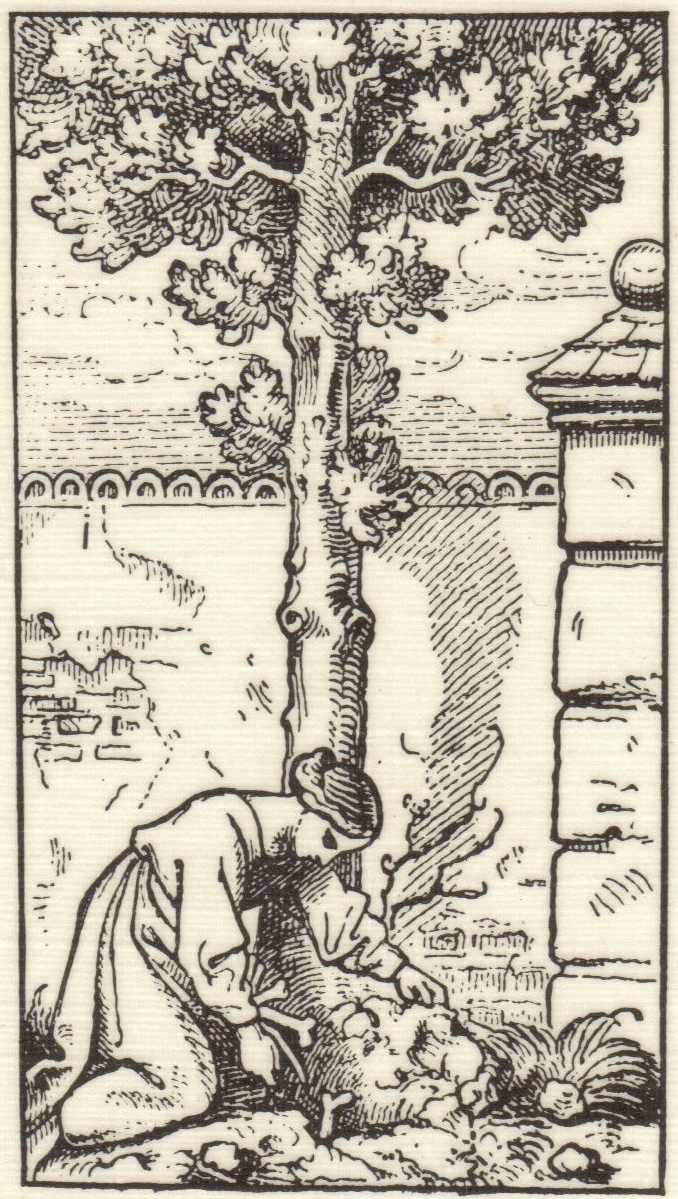
Bild von Moritz von Schwind

Von dem Machandelboom (Vom Wacholderbaum) ist ein Märchen (ATU 720). Es steht in den Kinder- und Hausmärchen der Brüder Grimm an Stelle 47 (KHM 47) auf Plattdeutsch. Bis zur 2. Auflage schrieb sich der Titel Van den Machandel-Boom, bis zur 4. Auflage Van den Machandelboom. Das Märchen geht auf Philipp Otto Runge zurück und erschien erstmals 1808 in Achim von Arnims Zeitung für Einsiedler als Von den Ma[c]handel Bohm. Ludwig Bechstein übernahm es in sein Deutsches Märchenbuch 1845 als Nr. 64 Vom Knäblein, vom Mägdlein und der bösen Stiefmutter, 1853 als Nr. 66 Der Wacholderbaum. Zudem ist das Märchen auch im tschechischen und slowakischen Sprachraum bekannt.

## Inhalt

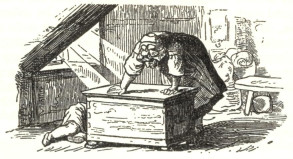
Holzschnitt, Ludwig Richter

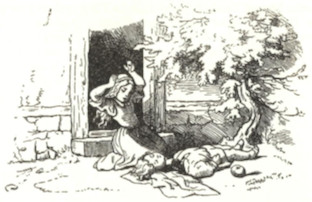
Holzschnitt, Ludwig Richter

Die fromme Frau eines reichen Mannes wünscht sich beim Schälen eines Apfels unter dem Wacholderbaum, wobei sie sich in den Finger schneidet, ein Kind so rot wie das Blut und so weiß wie der Schnee. Sie wird schwanger, stirbt bei der Geburt des Sohnes und wird unter dem Baum begraben.
Nach der Trauer heiratet der Mann eine Frau, die mit ihm eine Tochter hat, aber den Stiefsohn hasst. Als einmal die Tochter einen Apfel will, bekommt sie ihn zunächst. Als sie aber darum bittet, dass ihr Bruder auch einen bekommt, nimmt die Mutter der Tochter den Apfel weg, und sagt ihr, sie solle auf ihren Bruder warten. Als dieser sich aber in die Truhe mit den Äpfeln bückt, schlägt die Stiefmutter ihm mit dem Deckel den Kopf ab. Erschrocken setzt sie ihn wieder auf, bindet ein Halstuch um und setzt ihn mit dem Apfel in der Hand vors Haus. Sie veranlasst die Tochter, ihm eine Ohrfeige zu geben, da er nicht antwortet, so dass der Kopf abfällt. Das Mädchen ist zutiefst bestürzt, die Mutter aber bereitet aus der Leiche des Knaben eine Mahlzeit, und die Tochter weint hinein. Der Vater ist traurig, als er hört, sein Sohn sei plötzlich zu Verwandten weggegangen, isst aber mit besonderer Hingabe die ganze Suppe.
Die Tochter sammelt die Knochen und legt sie weinend in ein Seidentuch unter den Baum. Da wird ihr leicht zumute, die Wacholderzweige bewegen sich wie Hände, und aus einem Feuer im Nebel fliegt ein schöner singender Vogel. Die Knochen sind weg. Der Vogel singt auf dem Dach eines Goldschmieds, eines Schusters und auf dem Lindenbaum vor einer Mühle. Für die Wiederholung des Liedes verlangt er eine Goldkette, rote Schuhe und einen Mühlstein. Dann singt er zu Hause auf dem Wacholderbaum, wodurch dem Vater wohl und der Mutter angst wird. Er wirft dem Vater die Kette um den Hals und der Schwester wirft er die Schuhe zu. Beide freuen sich darüber, sodass auch die Mutter hinausgeht; ihr wirft der Vogel jedoch den Mühlstein auf den Kopf und erschlägt sie damit. Da ersteht aus Dampf und Flamme der Sohn wieder, und der Vater und die Kinder setzen sich vergnügt zum Essen.

## Sprache und Stil

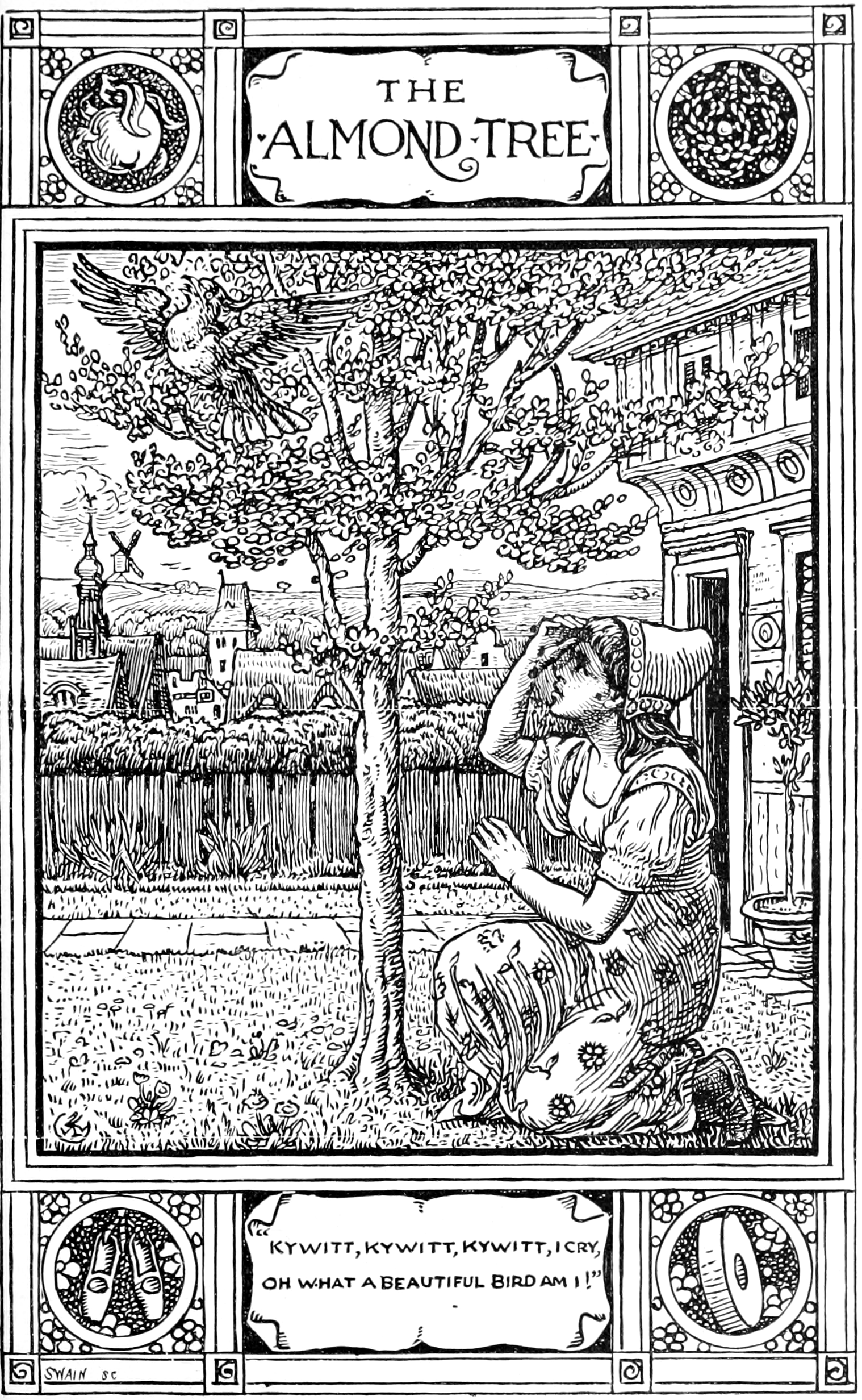
Illustration von Walter Crane, 1882

Das Märchen ist auf Plattdeutsch abgedruckt, das Lied des Vogels ab der 5. Ausgabe jedoch auf Hochdeutsch:
„Mein Mutter, der mich schlacht’,

mein Vater, der mich aß,

mein Schwester, der Marlenichen,

sucht alle meine Benichen,

bind’t sie in ein seiden Tuch,

legt’s unter den Machandelbaum.

Kywitt, kywitt, wat vör’n schöön Vagel bün ik!“
Marlenchens Tränen (vgl. KHM 12, 31, 179) parallelisieren die Blutstropfen der Mutter (vgl. KHM 53, 56, 89, 88). Der Wacholder bewegt die Äste wie danach der Vogel auf der Linde die Flügel. Dem Mord durch die Stiefmutter (vgl. KHM 11, 13, 15, 21, 53, 56, 135) folgt Auferstehung der Gebeine (vgl. KHM 28), jeweils besiegelt durch gemeinsames Essen. Wie die begrabenen Knochen will die Stiefmutter unter die Erde.
Diese Parallelen betonen einen Dualismus aus Gut und Böse, Treue gegen List. Dies wird untermauert durch christliche, aber auch heidnische Symbole wie den Sündenapfel (1 Mos 3,1 ). Sein Fluch wird durch Tränen oder Salz getilgt. Zum Totenvogel vgl. KHM 96 De drei Vügelkens, ferner KHM 15 Hänsel und Gretel, KHM 28 Der singende Knochen, KHM 40 Der Räuberbräutigam, KHM 46 Fitchers Vogel, KHM 88 Das singende springende Löweneckerchen, KHM 105 Märchen von der Unke. Zum Tod durch den Mühlstein vgl. Ri 9,53 , 2 Sam 11,21 , Mt 18,6 , Mk 9,42 , Lk 17,2 , Offb 18,21 . Vgl. in Giambattista Basiles Pentameron I,6 Die Aschenkatze, V,5 Sonne, Mond und Talia, V,9 Die drei Zitronen.

## Grimms Anmerkung

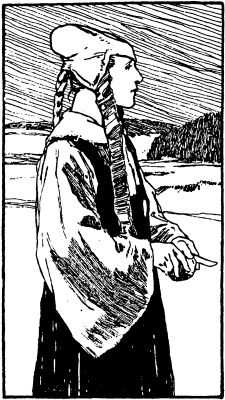
Illustration von Otto Ubbelohde, 1909

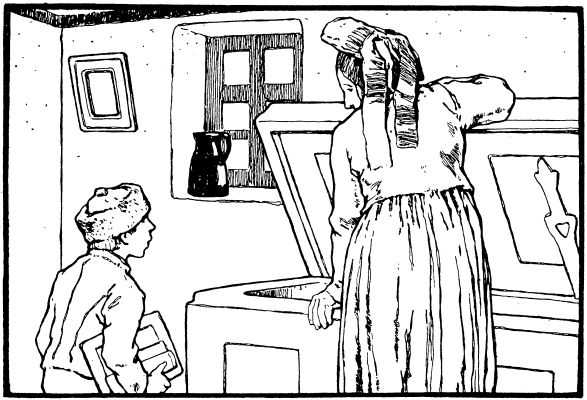
Illustration von Otto Ubbelohde, 1909

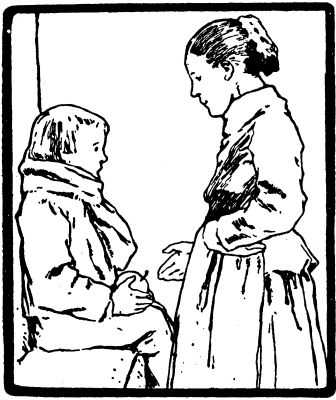
Illustration von Otto Ubbelohde, 1909

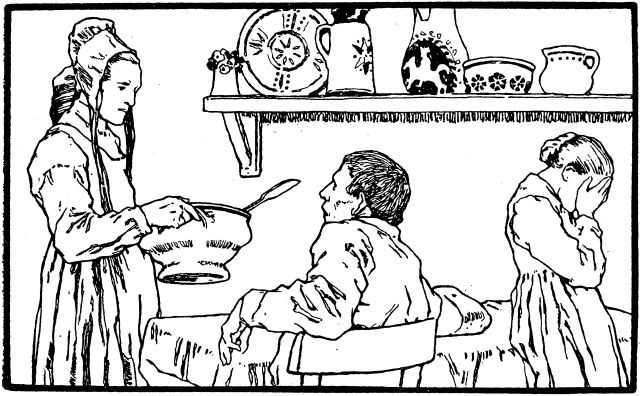
Illustration von Otto Ubbelohde, 1909

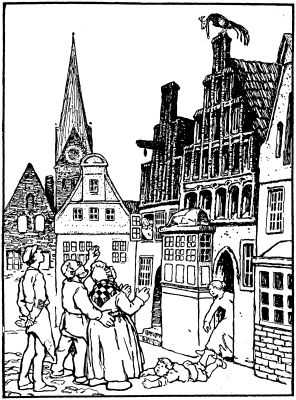
Illustration von Otto Ubbelohde, 1909

Grimms Anmerkung notiert die Herkunft von Runge, der es „nach der Volkserzählung aufgeschrieben“ habe, und nennt eine Variante nach Moné, wonach das Schwesterchen die Suppe kochen muss und sieht, wie Brüderchen das Händchen herausstreckt. Es begräbt die Knochen oder hängt sie zum Speicher hinaus. Das Vögelchen pfeift:
„mei Moddr hot mi toudt g'schlagn,
mei Schwestr hot mi hinausgetragn,
mei Vaddr hot mi gesse:
i bin doch noh do!
Kiwitt, Kiwitt.“
In der Pfalz erzähle man, dass die Kinder für Erdbeeren aus dem Wald einen Apfel bekommen sollten, Brüderchen lässt Schwesterchen an einen Baum gebunden zurück, da muss er es erst heimbringen (wohl ebenfalls nach Moné).
In Hessen laute der Vers:
„meine Mutter kocht mich,
mein Vater aß mich,
Schwesterchen unterm Tische saß,
die Knöchlein all all auflas,
warf sie übern Birnbaum hinaus,
da ward ein Vögelein daraus,
das singet Tag und Nacht.“
In Schwaben bei Meier Nr. 2:
„zwick! zwick!
ein schönes Vöglein bin ich.
Mein Mutter hat mich kocht,
mein Vater hat mich geßt.“
Goethe habe das Lied für Faust sicher aus altem Hörensagen aufgenommen:
„meine Mutter die Hur,
die mich umgebracht hat,
mein Vater der Schelm,
der mich gessen hat,
mein Schwesterlein klein
hub auf die Bein,
an einem kühlen Ort,
da ward ich schönes Waldvögelein,
fliege fort, fliege fort!“
In Südfrankreich sei die Handlung gleich, das Lied laute nach „Feuilleton des Globe 1830 Nr. 146 von C. S.“:
„ma marâtre
pique pâtre
m'a fait bouillir
et rebouillir.
mon père
le laboureur
m'a mangé
et rongé.
ma jeune soeur
la Lisette
m'a pleuré
et soupiré:
sous un arbre
m'a enterré,
riou, tsiou, tsiou!
je suis encore en vie.“
In einem schottischen Märchen bei Leyden pfeife der Geist eines Kindes als Vogel seinem Vater zu:
„pew wew, pew wew, (pipi, wiwi,)
my minny me slew“
Vergleichbar sei Albert Höser in Blätter für literar. Unterhaltung 1849 Nr. 199. In Südafrika gebe es ein ähnliches Märchen. Grimms stellen etymologische Überlegungen an zu „Marleenken“ (Marianchen, Marie Annchen), „Machandel“ (Wacholder, auch Queckholder). Die Stiefmutter erinnere an viele andere Märchen, das in den Finger schneiden an Schneewittchen und eine Stelle in Parzival (dazu Altdeutsche Wälder 1, 1–13), das Knochensammeln an Osiris, Orpheus, Adalbert, KHM 81 Bruder Lustig, KHM 46 Fitchers Vogel, ein „altdän. Lied von der Mariböquelle“, die deutsche „Sage vom ertrunkenen Kind (1. St. 62)“, Der Pfaffe Amis, eine „Negersage von Nanni“. Zeus ersetzt das von Demeter gegessene Schulterblatt des Kindes durch Elfenbein, Thor belebt aufgezehrte Böcke „(Dämesage 38)“. Zum Mühlsteins vergleichen sie Fialar und Galar in der Edda und KHM 90 Der junge Riese.

## Herkunft

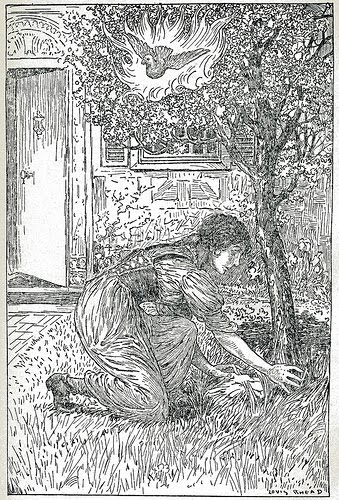
Illustration von Louis Rhead, um 1917

Philipp Otto Runge schickte Johann Georg Zimmer, dem Verleger von Achim von Arnims Des Knaben Wunderhorn, in einem Brief vom 24. Januar 1806 das eigenhändig aufgezeichnete Märchen, zusammen mit einem weiteren, das als Von dem Fischer un syner Fru ebenfalls in Grimms Märchen eingehen sollte. Er gab in dem Brief an, sich an die mündliche Überlieferung gehalten zu haben, wie sie sich angehört hätte, und fand es „eigentlich wehmütig mehr wie traurig u geht oft in frostigkeit über“. Der Sprachform des Textes nach mischten sich vielleicht pommersche Kindheitserinnerungen mit neueren aus Hamburg. Runge hatte die Märchen wohl schon früher bei Erzählabenden wiedergegeben. Offenbar auf Achim von Arnims öffentlichen Aufruf hin, volksläufige Literatur einzusenden, schrieb er sie auf. Von Arnim veröffentlichte das Märchen nach Runges Aufzeichnung 1808 in seiner Zeitung für Einsiedler. Er ließ seinen Diener Frohreich eine Abschrift von Runges Handschrift machen, die erhalten ist. Das Original ging verloren. Johann Gustav Gottlieb Büsching veröffentlichte es 1812 als Von dem Mahandel Bohm unter Verbesserung der meisten Druckfehler erneut.
Der Erstdruck der Brüder Grimm von 1812 orientierte sich an Büschings und von Arnims Fassung (obwohl in der Erstauflage der Anmerkung noch behauptend, Runge habe es ihnen mitgeteilt). Er unterscheidet sich wiederum nur orthographisch und in der Schreibweise des Dialekts. Das bei von Arnim eher hochdeutsche Gedicht wurde ebenfalls in Dialekt umgeschrieben. Auch ihr Verleger Reimer nahm allerdings Änderungen vor. Ab der 5. Auflage von 1843 übernahmen die Brüder Grimm stattdessen eine von Runges Bruder Daniel 1840 gedruckte Überarbeitung, mit der er sich nach seiner Aussage am Hamburger Dialekt orientieren wollte. Ludwig Bechsteins Deutsches Märchenbuch bringt den Text ab 1853 als Der Wacholderbaum auf Hochdeutsch, zuvor ab 1845 sehr kurz als Vom Knäblein, vom Mägdlein, und der bösen Stiefmutter. Ernst Heinrich Meiers Das Vöglein auf der Eiche in Deutsche Volksmärchen aus Schwaben (1852), Nr. 2, das die Brüder Grimm in ihrer Anmerkung nennen, beschränkt sich auf das Motiv des gekochten Kindes, das als Vogel singt, die Eiche fällt um und erschlägt die Frau.
Eine tschechische Version des Sammlers Jan František Hruška, die aus dem Chodengebiet stammt und mit zahlreichen slowakischen Varianten übereinstimmt, erhielt im Deutschen den Titel Brüderchen Vogerl.

## Typisierung und verwandte Märchen

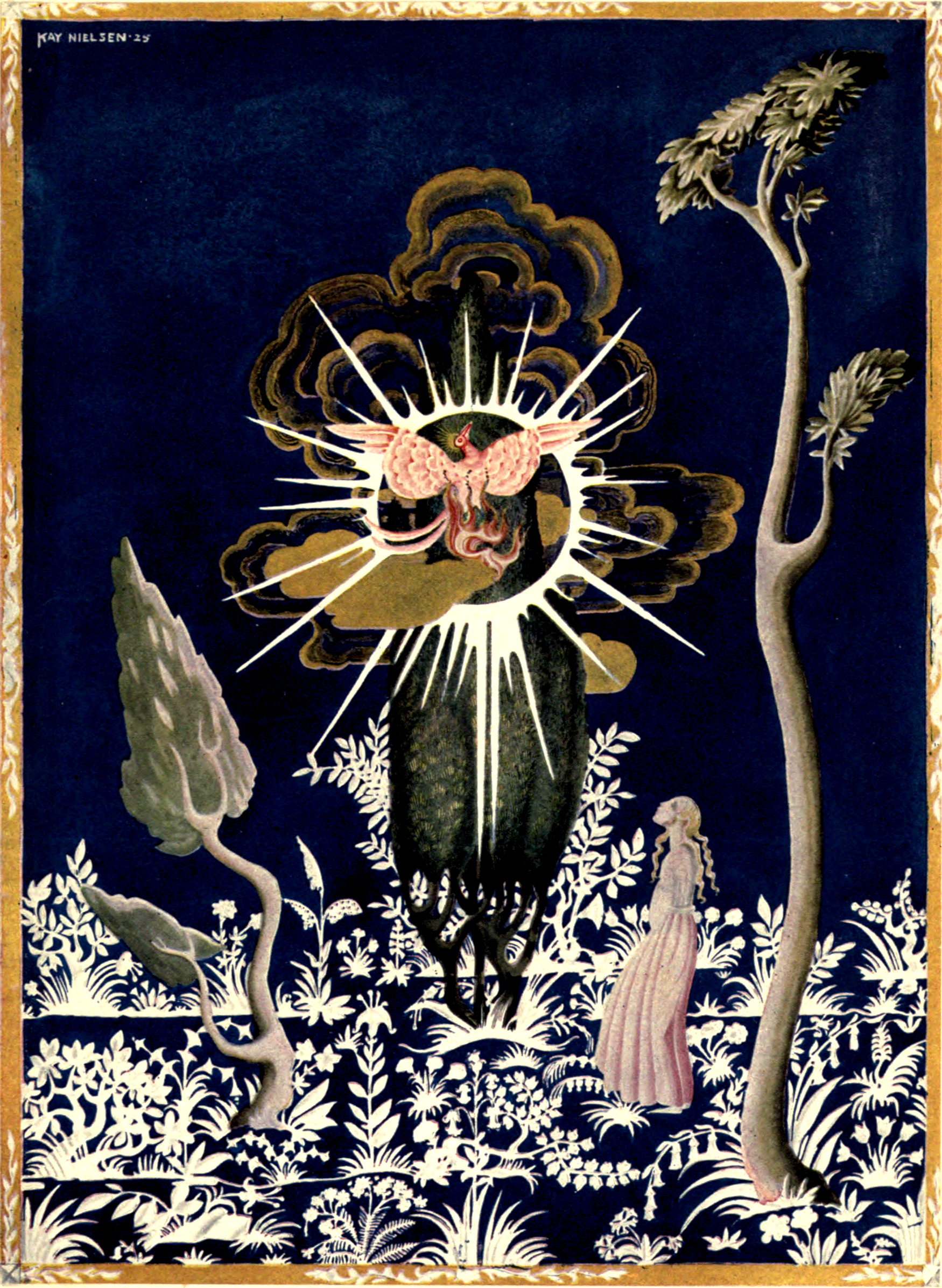
Illustration von Kay Nielsen, 1921

Vom Machandelbaum gehört zu den Stiefmuttermärchen wie Schneewittchen oder Aschenputtel, es ist auch verwandt mit Geschwistermärchen wie Brüderchen und Schwesterchen, wo die Schwester den Bruder verliert und erlöst.
Laut Walter Scherf erzählt das Märchen, wie eine Mörderin die liebende, oder zu sehr liebende Mutter ablöst. Ganz aus Sicht des kindlichen Zuhörers, führt die Erlösung dann ins Elternhaus zurück. In slawischen Fassungen töten beide Eltern den Erstgeborenen und er tötet sie, löscht sie also in seinem Herzen. Walter Burkert sah als Quelle den griechischen Nachtigallenmythos um Prokne. Michael Belgrader untersuchte 1980 als erster den Erzähltyp. Der Vogel kann die Gebeine auch auf einen roten Faden reihen, oder die Frau wirft den Stein nach ihm, oder es gibt Vermischungen mit Erzählungen vom singenden Knochen (AaTh 780), was an alte Baumbestattungsrituale denken lasse. Allerdings fand er keine vor das 18. Jahrhundert zurückreichende Fassung. Scherf vergleicht La marâtre (Die Stiefmutter) in Jean-François Bladés Contes populaires de la Gascogne (Band 1, Teil 2, Nr. 7), Vittore Pellandinis Il figlio risuscitato, 1898, Das Waisenkind wird ein Kuckuck in Richard Viidalepps Estnische Volksmärchen, Nr. 99. Der Einfluss von Runges, oder eher Bechsteins hochdeutscher Fassung sei oft unverkennbar, deren Einzelmotive, etwa Apfelkiste, Kopf, Backenschlag und Seidentuch zu zahllosen verkürzten Erinnerungsaufzeichnungen führten, etwa Heinrich un Marleineke in Johann Matthias Firmenich-Richartz’ Germaniens Völkerstimmen I, 1843, Das Vögelchen in Louis Friedrich Christian Curtzes Volksüberlieferungen aus dem Fürstenthum Waldeck, 1860, Die Stiefmutter und der Seelenvogel in Karl Spiegels Märchen aus Bayern (Blätter zur bayrischen Volkskunde, 1914). Bei Grimm schon genanntes Das Vöglein auf der Eiche in Ernst Heinrich Meiers Deutsche Volksmärchen aus Schwaben, Nr. 2 erzählt nur, wie die Frau dem Holzhacker das Fleisch des Kindes in den Wald bringt, der Baum erschlägt sie. Auch in Ulrich Jahns Volksmärchen aus Pommern und Rügen, Nr. 8 Die drei Raben sind die Kinder „rot wie Blut und weiss wie Schnee“ (ähnlich der Sohn in Wolfs Das weiße Hemd, das schwere Schwert und der goldene Ring), in Nr. 28 Der alte Fritz und der Student hätte der Soldat sich „hundert Klafter tief unter die Erde gewünscht“.

## Interpretation
J. R. R. Tolkien nennt in On Fairy-Stories das Märchen als Beispiel, dass nicht zensiert werden sollte. Almut Bockemühl vergleicht das Märchen mit dem Nachtigallenmythos von Tereus und Prokne, dem Dionysos-Mythos, aber auch Motiven des Schamanismus und dem christlichen Osterfest. Nicole Belmont hält es für eine Initiationserzählung für Acht- bis Zwölfjährige. Laut Wilhelm Salber besteht der Kern letztlich in Totalitätsansprüchen, die sich in eigentümlicher Privatmythologie und Selbstunsicherheit ausdrücken, was nur überwunden werden kann durch Zulassen von Ergänzung und Wandel.

## Bearbeitungen
Johann Wolfgang von Goethe verwendet das Märchen vom Machandelbaum am Ende von Faust I: Gretchen singt das Lied des Vogels in etwas abgewandelter Form, als sie im Kerker sitzt (siehe Grimms Anmerkung). Barbara Comyns’ The Juniper Tree, 1985 erzählt realistisch im modernen England, wie die Stiefmutter nach liebloser Erziehung und Ehe depressiv wird und den Bub nach dem Unfall im Garten vergräbt. In Regina Scheers Roman Machandel beschäftigt sich eine der Protagonistinnen im Rahmen ihrer Dissertation mit dem Märchen vom Machandelbaum, dessen Motive auch in die Romanhandlung mit einfließen. Robert Coover schrieb The Crabapple Tree, 2015. Auch Ava Reids finstere Gothic-Erzählung Juniper and Thorn benutzt das Märchen.
The Juniper Tree ist eine Oper von Philip Glass und Robert Moran, 1985. Franz Fühmann verfasste ein Hörspiel zu Von dem Machandelboom, 1988. Roderick Watkins schrieb eine Oper The Juniper Tree, An Opera in One Act, aufgeführt auf der Musikbiennale für neues Musiktheater, Frühjahr 1997 in München. Maria Neumann kombinierte in einer Inszenierung in der Bochumer Kunstkirche am 6. Juli 2019 Grimms Märchen Vom Machandelbaum mit Rainer Maria Rilkes Gedicht Ach wehe, meine Mutter reißt mich ein und der Musik von Prof. Matthias Geuting (Orgel und Klavier) und Markus Emanuel Zaja (Altsaxophon und Klarinette). Das Berliner Hexenberg Ensemble zeigt das Schauermärchen Machandelbaum regelmäßig in den Wintermonaten, darin spielen Claudia Graue und Vlad Chiriac alle Rollen. Der englischen Wikipedia zufolge basierten ein Song Stick Stock auf dem Album The Glamoury der Folksängerin Emily Portman sowie ein Buch The Grimm Conclusion von Adam Gidwitz auf dem Märchen.

## Filme
- The Juniper Tree: Spielfilm, Island 1990, 78 min., Regie: Nietzchka Keene, mit Björk in der Hauptrolle.[17]
- Juniper Tree (Le Piège d'Issoudun): Spielfilm, Kanada 2003, 88 min., Regie: Micheline Lanctôt.